# UC级潜艇
UC级潜艇（德語：U-Boot-Klasse UC）是德意志帝国海军在第一次世界大战期间建造、用于近岸作战的布雷潜艇或称U艇的统称。它被分为UC-I、UC-II和UC-III三个亚型，其中UC-I型自1915年起建造，用于装备UC-1至UC-15号潜艇；UC-II型建于1916－1918年，用于装备UC-16至UC-79号潜艇；UC-III型则建于1917－1918年，用于装备UC-80至UC-138号潜艇。至战争结束时，这一艇级共计建成104艘，其中61艘在战争中丧失，其余幸存艇只则大多移交协约国，并作拆解报废处理。

## 构想和发展
除了使用鱼雷作为主武器的经典应用之外，潜艇也可以作为其它武器的载体。例如，在捕获法则的框架下，火炮便对实施破交战有着重要的意义。另一方面，水雷的装备则使得攻击水面部队无法进入的地方成为可能。对能够执行此类任务的潜艇的需求，以及比舰队潜艇更快的建造速度，都促成了一战爆发后UC级潜艇的发展。有别于同时代的大多数潜艇类别，该艇级的潜艇大多采用单壳体；这意味着艇体全由耐压壳体构成，当中集成了用于下潜的潜水舱。这种结构类型是以19世纪后期德国的第一批实验性U艇为蓝本，在当时实际上已显过时。尽管如此，UC-I型仍然成为继俄国的螃蟹号之后，全球第二款专为水雷战而设计的潜艇。1915年5月31日，UC-11号成为人类海战史上第一艘布设水雷的潜艇：午夜前不久，它在古德温沙洲以南布设了12枚水雷，并于翌日导致英国部族级驱逐舰莫霍克号严重受损。
UC级潜艇得名于德意志帝国海军鱼雷监察局（Inspektion des Torpedowesens）的“C项战时订单”（Kriegsauftrag C）。原本只有UC-I型艇使用这一称谓，但它们在海军内部的名称是“35a号工程”（Projekt 35a）。之后，称谓C也被沿用至后续设计的UC-II（41号工程）和UC-III型艇（41a号工程）之中。

## 亚型

### UC-I型

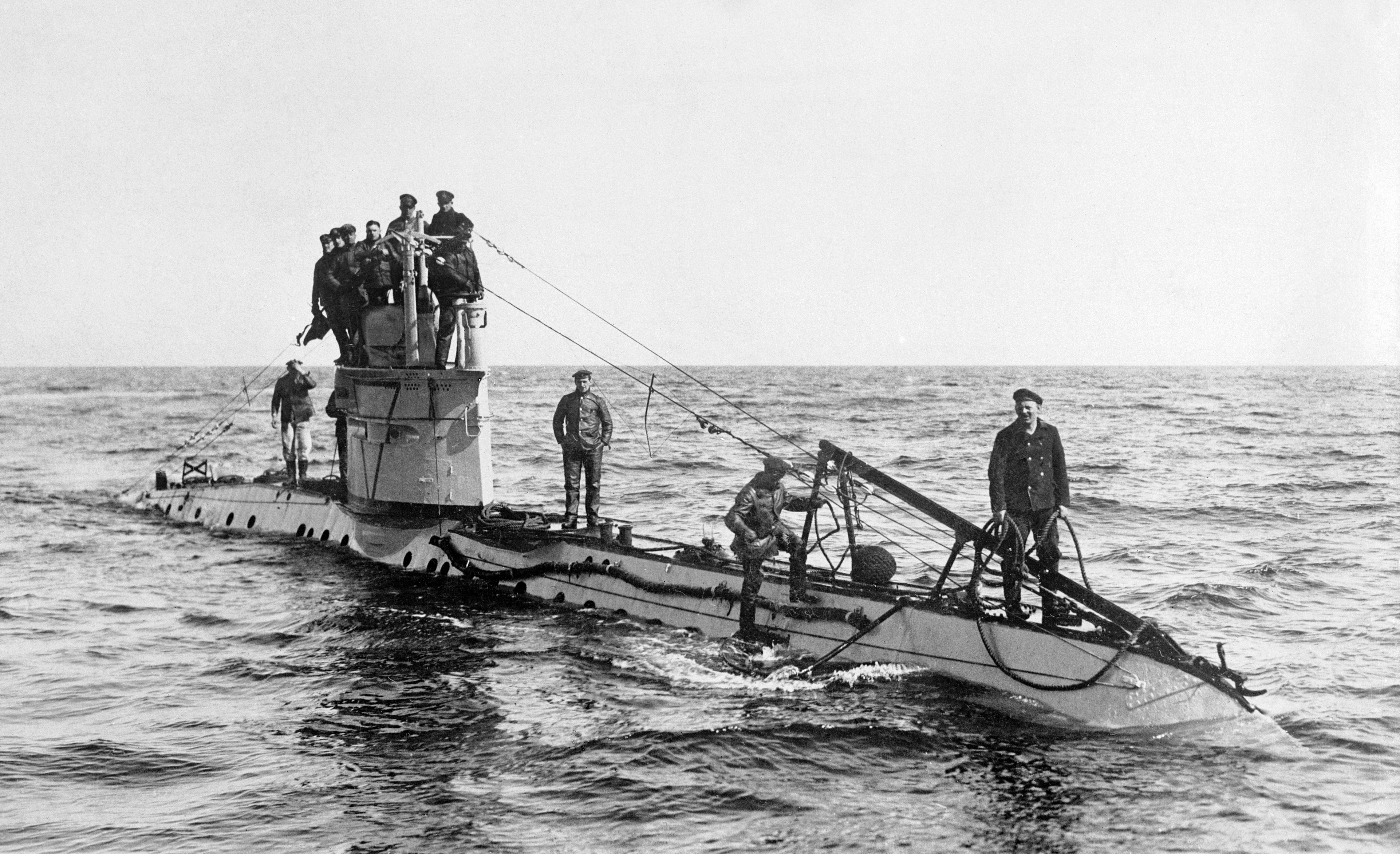
UC-I型潜艇

第一次世界大战爆发后不久，为配合欧洲大陆的战事，鱼雷监察局于1914年9月向潜艇监察局（Inspektion des U-Bootwesens）提议，研制小型布雷潜艇用于在法国近岸水域实施水雷封锁。潜艇监察局随即在UB-I型潜艇的基础上完成了35a号工程的设计方案，即UC-I型布雷潜艇。该艇较UB-I型略大，全长33.99米，有一个经过改进的艇艏部分、倾斜布置的布雷竖井和升级版的发动机，以补偿增加的排水量和不太流线的外形。舷宽则同样限定在3.15米以满足铁路运输需要。UC-I型是一款纯粹的布雷艇，其唯一的武器便是六具布雷竖井和储存的12枚UC120型水雷，布雷时只需将存储井底部的盖板打开，水雷即可凭借自身重量滑入水中。
1914年11月23日，国家海军办公室向汉堡伏尔铿和不来梅威悉两家船厂发出了首批15艘UC-I型潜艇的建造订单。次年4月26日，第一艘同型艇在汉堡下水，其余14艘也均在1915年交付。当中UC-1至UC-11号是通过铁路发往比利时佛兰德，加入佛兰德区舰队；UC-12至UC-15号则运至奥匈帝国军港普拉，加入地中海区舰队。由于当时尚无关于如此小尺寸潜艇的运用数据或经验，专家们对其可能的用途存在不信任，从而导致订单量低。

### UC-II型

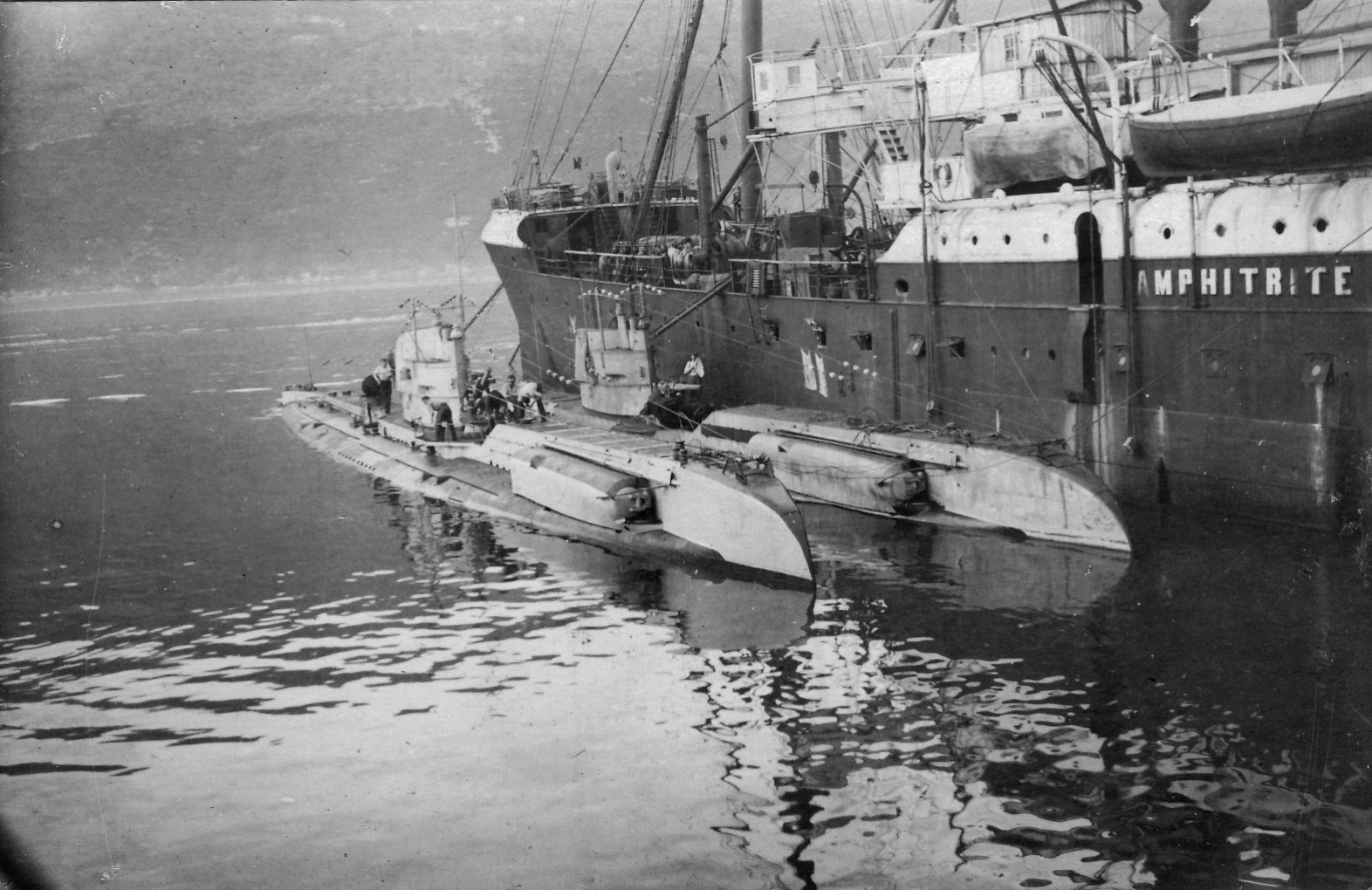
两艘UC-II型潜艇与供应母舰

1915年秋天，由于中立国美国的干预，U艇战几乎陷入停顿，导致德国广泛开展《国际法》所允许的水雷战，从而使布雷潜艇的需求量相应增加。潜艇监察局的开发部门留意到了这一点，遂以UB-II型为基础，按照兼顾布雷效率和生产速度的要求，以41号工程的名义设计了UC-II型潜艇。II型艇不仅更大，并采用双轴推进系统，而且还装备有鱼雷发射管和甲板炮作为辅助武器。然而，与前型最主要的区别在于，UC-II型艇重新运用了双壳体结构。但它并非纯粹的双体潜艇，而是一种中间过渡型；因为外层没有封闭耐压壳体，而是作为鞍形水柜附在上面。在主武器方面，UC-II型艇改将六具布雷竖井安装在艇体前部，每具储存井内的水雷数量增至3枚。
UC-II型艇的首批18艘建造订单于1915年8月29日被授予汉堡的布洛姆与福斯船厂（UC-16至UC-24号）及伏尔铿船厂（UC-25至UC-33号）。同年秋天，在国家海军办公室主管、海军上将阿尔弗雷德·冯·提尔皮茨的倡议下，订单数量先是增加至21艘，并于1916年1月11日再次加订。由于UC-II型艇的水雷布设装置结构复杂，因此彻底放弃了铁路运输要求，前往地中海的航程需依靠潜艇自身动力完成。UC-II型艇的建造周期约为8个月，后来缩短至6个月。战争期间，德军共装备了33艘UC-II型布雷潜艇。

### UC-III型

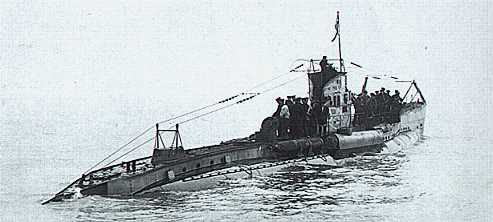
UC-95号

1917年夏天，德意志帝国海军发现了UC-II型艇中的各种缺陷，需要进行纠正。船员们抱怨舱内的通风不佳和在舰桥上相当潮湿——这在寒冷的季节尤为令人难受。另一方面，这款潜艇的潜航性能也不尽如人意。为此，应当开发另一款布雷潜艇来解决这些问题，并能响应海军部对更强大火炮武器的渴望。基于UB-III型的成功经验，潜艇监察局拿出了代号为41a号工程的UC-III型潜艇设计方案。与前型相比，新艇的水面排水量增至470吨，增加了一具外置式鱼雷发射管，改用更大口径的105毫米甲板炮的并调高炮位，以及通过调整注水和排水管径使潜航时间显著缩短。然而，由于布雷装置的特殊要求，UC-III型艇的外形很难按照UB-III型艇进行优化，因此其航速略有下降。到战争结束，这种布雷潜艇只交付了14艘。

## 技术参数
| 型号：             | UC-I                                               | UC-II | UC-III                                                                                              |
| ------------------ | -------------------------------------------------- | --- | --------------------------------------------------------------------------------------------------- |
| 建造期             | 1915年                                             | 1916－1918年                                                                                                | 1917－1918年                                                                                        |
| 服役期             | 1915－1918年                                       | 1916－1918年                                                                                                | 1918年                                                                                              |
| 订购数量           | 15                                                 | 64 | 113                                                                                                 |
| 建造数量           | 15                                                 | 64 | 59                                                                                                  |
| 交付数量           | 15                                                 | 64 | 25                                                                                                  |
| 服役数量           | 15                                                 | 64 | 16                                                                                                  |
| 战损数量           | 14                                                 | 46 | 1                                                                                                   |
| 报废数量           | 1                                                  | 18 | |
| 排水量 水面/水下   | 168/183吨                                          | 417/493吨                                                                                                   | 474/560吨                                                                                           |
| 全长               | 33.99米                                            | 49.4米 | 56.1米                                                                                              |
| 舷宽               | 3.15米                                             | 5.2米 | 5.5米                                                                                               |
| 吃水深度           | 3.04米                                             | 3.7米 | 3.8米                                                                                               |
| 承压舱ø            | 3.15米                                             | 不详 | 不详                                                                                                |
| 潜航深度           | 50米                                               | 50米 | 75米                                                                                                |
| 潜没耗时           | 22秒                                               | 35秒 | 18秒                                                                                                |
| 推进装置           | 1 × 66千瓦柴油机 1 × 130千瓦电动机                 | 2 × 184千瓦柴油机 2 × 170千瓦电动机                                                                         | 2 × 220千瓦柴油机 2 × 283千瓦电动机                                                                 |
| 航速 水面/水下     | 6.2/5.2节                                          | 11.6/7.0节                                                                                                  | 11.5/6.6节                                                                                          |
| 水面航程 水下航程  | 750海里以5节 50海里以4节                           | 9430海里以7节 55海里以4节                                                                                   | 10000海里以7节 40海里以4.5节                                                                        |
| 蓄能器容量         | 1小时                                              | | |
| 武器装备           | 6 × 布雷井 12 × UC120型水雷 1 × 7.92毫米MG08重機槍 | 6 × 布雷井 18 × UC200型水雷 2 × 艇艏鱼雷发射管 1 × 艇艉鱼雷发射管 7 × 500毫米鱼雷 1 × 88毫米口径炮（133发） | 6 × 布雷井 14 × UC200型水雷 2 × 艇艏鱼雷发射管 1 × 艇艉鱼雷发射管 7 × 500毫米鱼雷 1 × 105毫米口径炮 |
| 定员 （军官/水兵） | 1/13                                               | 3/23 | 3/29                                                                                                |

## 脚注
1. ↑  Gardiner，第180頁.
2. ↑  Messimer，第127–136頁.
3. ↑  Gröner 1991，第30–31頁.
4. ↑  Helgason, Guðmundur. . German and Austrian U-boats of World War I - Kaiserliche Marine - Uboat.net.   [2022-06-24].
5. ↑  陈进，第45–46頁.
6. ↑  陈进，第46頁.
7. 1 2  陈进，第48頁.
8. ↑  陈进，第239–240頁.
9. ↑  Termote，第45–55頁.